# Hans List (Maler)
Hans List (* 6. Oktober 1902 in Berlin; † 2. Oktober 1977 in Altötting) war ein deutscher Maler.

## Leben und Wirken
Hans List besuchte seit 1916 die Königliche Kunstschule zu Berlin bei Philipp Franck. Seit etwa 1921 studierte er an der Hochschule für Bildende Künste in Berlin-Charlottenburg, zunächst bei Karl Hofer und Ferdinand Spiegel, seit 1923 als Meisterschüler bei Arthur Kampf. 1929 beendete er das Studium.
1933 erhielt Hans List den Großen Staatspreis der Preußischen Akademie der Künste und konnte danach für ein Jahr in der Villa Massimo in Rom tätig sein. Ab 1937 lebte er vor allem in Berlin, zeitweise auch an der Kurischen Nehrung im litauischen Nidden. 1943 siedelte er in das besetzte Baltikum über und lebte dort vor allem in Reval (Tallinn).
Seit 1945 lebte Hans List im bayerischen Altötting. Er war Mitglied der Künstlergruppe „Die Burg“ im nahegelegenen Burghausen.

## Künstlerisches Wirken
Hans List schuf vor allem Gemälde, teilweise in großen Formaten, zwischen 1933 und 1944 öfter in Auftrag von Staat, Partei und Wehrmacht. Er war mit Werken an mehreren Großen Kunstausstellungen in München beteiligt. 1944 war er Mitorganisator der Ausstellung Ostland-Studien deutscher Maler in Riga. Seine Gemälde zeigen vor allem Landschaften.

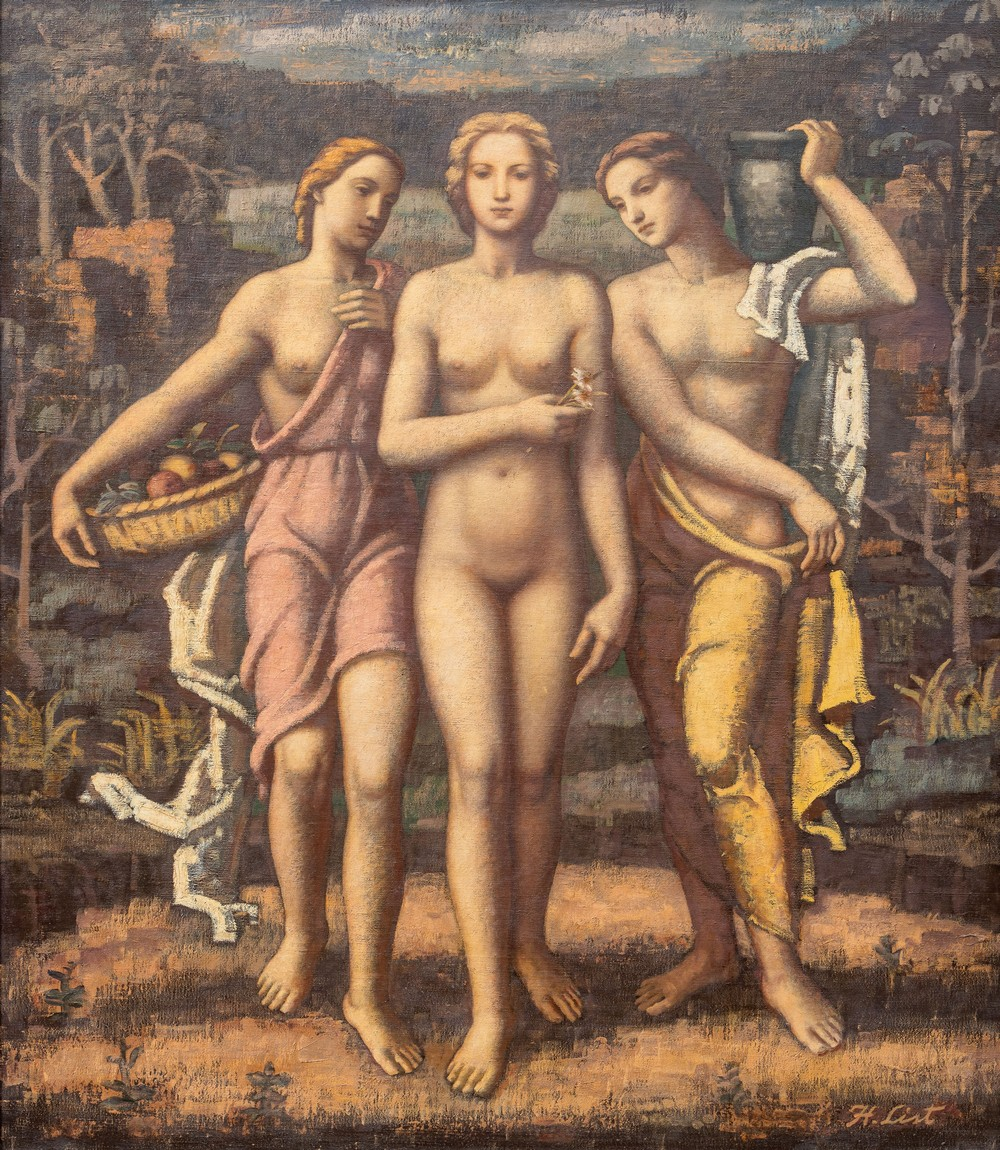
Dreiklang, Herbstausstellung 1942 (Preussische Akademie der Künste, Berlin)

## Ehrungen
- Großer Staatspreis der Preußischen Akademie der Künste, 1933
- Die Hans-List-Straße in Altötting ist nach ihm benannt.